# Builg
Builg è il nome dato a un ipotetico antico popolo che sarebbe vissuto nell'Irlanda del sud, attorno all'odierna città di Cork. 
Secondo lo schema storico di T.F. O'Rahilly i Builg andrebbero identificati (o erano comunque un sub-gruppo) con gli Érainn o Iverni, che giunsero in Irlanda attorno al 500 a.C. e sono attestati da Claudio Tolomeo nel II secolo d.C. nella Geografia. Secondo O'Rahilly parlavano una lingua celtica conosciuta come ivernico. Il loro nome appare correlato ai belgi della Gallia e della Britannia romana e ai Fir Bolg della mitologia irlandese.